# Ronde van Frankrijk 2022/Veertiende etappe
De veertiende etappe van de Ronde van Frankrijk 2022 werd verreden op 16 juli met start in Saint-Étienne en finish in Mende. Het betrof een heuvelrit over 195 kilometer.

## Uitslag
| Saint-Étienne – Mende (195 km) |      |       |      |
| Plaats                         | Naam | Ploeg | Tijd |
| 1                              |      |       |      |
| 2                              |      |       |      |
| 3                              |      |       |      |

| Algemeen klassement |      |       |      |
| Plaats              | Naam | Ploeg | Tijd |
| Gele trui           |      |       |      |
| 2                   |      |       |      |
| 3                   |      |       |      |

1e etappe ·
2e etappe ·
3e etappe ·
4e etappe ·
5e etappe ·
6e etappe ·
7e etappe ·
8e etappe ·
9e etappe ·
10e etappe ·
11e etappe ·
12e etappe ·
13e etappe ·
14e etappe ·
15e etappe ·
16e etappe ·
17e etappe ·
18e etappe ·
19e etappe ·
20e etappe ·
21e etappe
Startlijst · Eindstanden · Afbeeldingen